# Adriana Parrella
Adriana Parrella (Roma, 8 maggio 1924 – Sutri, 13 aprile 2013) è stata un'attrice, regista e doppiatrice italiana.

## Biografia
Frequenta i corsi di recitazione dell'Accademia nazionale d'arte drammatica, tra i docenti Orazio Costa, si diploma nel 1943, inizia a recitare in alcune compagnie, sino al 1945, quando la neonata Rai, la scrittura per la Compagnia di Prosa della Radio, presso la sede di Roma, dove inizia a lavorare nelle commedie e nei radiodrammi. Tra i compagni di attività ci sono Arnoldo Foà, Riccardo Cucciolla, Gianfranco Bellini, Giotto Tempestini, Gemma Griarotti, Elena Da Venezia e i registi Anton Giulio Majano, Guglielmo Morandi e Alberto Casella.
Nel 1949 incontra negli studi della radio l'attore Roberto Villa, di cui diventerà la compagna di vita e di lavoro, sino alla morte di lui avvenuta nel 2002 a Sutri dove si erano ritirati dopo l'abbandono delle loro attività.
Reciterà alla radio per oltre 20 anni, e farà anche delle partecipazioni nella prosa televisiva sino alla fine degli anni sessanta, quando la Parrella cambia la sua attività all'interno della Rai, divenendo regista radiofonica, soprattutto di programmi culturali o di varietà.
Saltuariamente frequenta anche gli studi di doppiaggio a partire dagli anni quaranta, presso la O.D.I..

## Prosa radiofonica Rai
- Partire, di Gherardo Gherardi, regia di Anton Giulio Majano, trasmessa il 23 novembre 1945.
- I due sordi, di Giulio Moineaux, regia di Guglielmo Morandi, trasmessa il 27 dicembre 1945.
- l terzo marito, di Sabatino Lopez, regia di Anton Giulio Majano, trasmessa il 8 marzo 1946.
- La notte veneziana, di Alfred de Musset, regia di Pietro Masserano Taricco, trasmessa il 27 maggio 1946.
- Gli innamorati, di Carlo Goldoni, regia di Pietro Masserano Taricco, trasmessa il 13 giugno 1946.
- La dama romantica ed il medico omeopatico, commedia di Leo Di Castelvecchio, regia di Guglielmo Morandi, trsmessa il 30 gennaio 1947
- Pigmalione, commedia di G. B. Shaw, regia di Guglielmo Morandi, trasmessa il 10 febbraio 1947
- Lulù, commedia di Carlo Bertolazzi, regia di Pietro Masserano Taricco, trasmessa il 19 febbraio 1947
- La piccola città, di Thornton Wilder, regia di Guglielmo Morandi, trasmessa il 2 aprile 1947
- La grammatica, commedia di Eugène Labiche, regia di Pietro Masserano Taricco, trasmessa il 9 aprile 1947
- L'asino d'oro, da Apuleio, regia di George Ronald Hill, trasmessa il 5 maggio 1947
- Non ti conosco più, commedia di Aldo De Benedetti, regia di Pietro Masserano Taricco, trasmessa il 14 luglio 1947
- Un ispettore in casa Birling, di J.B. Priestley, regia di Anton Giulio Majano, trasmessa il 21 luglio 1947
- L'amico delle donne, commedia di Alessandro Dumas, regia di Pietro Massearano Taricco, trasmessa il 29 novembre 1947
- Barberina, commedia di Alfred De Musset, regia di Pietro Masseano Taricco, trasmessa il 8 dicembre 1947
- Giovannino, commedia di Sabatino Lopez, regia di Guglielmo Morandi, trasmessa il 22 dicembre 1947
- Cinque lettere, di Sergio Surchi, regia di Pietro Masserano Taricco, trasmessa il 26 novembre  (1948)
- Topaze, di Marcel Pagnol, regia di Anton Giulio Majano (1948)
- La damigella di Bard, di Salvator Gotta, regia di Pietro Masserano Taricco (1948)
- Jean de la Lune, di Marcel Achard, regia di Anton Giulio Majano (1948)
- Paesaggio con figure, di Tennessee Williams, regia di Guglielmo Morandi (1948)
- Post mortem, di Noël Coward, regia di Anton Giulio Majano, trasmessa il 17 maggio 1948.
- Magia, di Nicola Manzari, regia di Anton Giulio Majano, trasmessa il 6 settembre 1948
- L'importanza di chiamarsi onesto, di Oscar Wilde, regia di Pietro Masserano Taricco, trasmessa il 27 settembre 1948.
- Tutto per bene, di Luigi Pirandello, regia di Guglielmo Morandi (1948)
- L'orologio, radiodramma di Guido Leoni, regia di Antonn Giulio Majano, trasmessa il 19 novembre 1948.
- La zia materna, radiodramma di Tito Guerrini, regia di Pietro Masserano Taricco, trasmessa il 29 gennaio 1949.
- Autunno, di Gherardo Gherardi, regia di Guglielmo Morandi, trasmessa il 21 aprile 1949.
- Non aspettarmi, di Stefano Terra, regia di Guglielmo Morandi (1949)
- Le troiane, di Euripide, regia di Guglielmo Morandi (1949)
- Corpo 6, radiodramma di Gian Domenico Giagni, regia di Guglielmo Morandi (1949)
- I nostri sogni, di Ugo Betti, regia di Pietro Masserano Taricco, trasmessa il 17 gennaio 1949.
- Il romanzo di un giovane povero di Octave Feuillet, regia di Pietro Masserano Taricco, trasmessa il 5 marzo 1949.
- Le Troiane di Euripide, regia di Guglielmo Morandi, trasmessa il 10 marzo 1949.
- Ventiquattro ore felici, commedia di Cesare Meano, regia di Pietro Masserano Taricco, trasmessa il 18 aprile 1949
- Interno borghese, commedia di Noel Coward,  regia di Pietro Masserano Taricco, trasmessa il 29 maggio 1949
- Le ombre del cuore, di Alberto Casella, regia dell'autore, trasmessa il 4 luglio 1949.
- L'asino di Buridano, di De Flers e Calliavet, regia di Anton Giulio Majano, trasmessa 1 agosto 1949.
- Il bosco di Lob, James M. Barrie, regia di Guglielmo Morandi, trasmessa il 4 agosto 1949.
- La febbre del fieno, di Noël Coward, regia di Pietro Masserano Taricco, trasmessa il 8 agosto 1949.
- Il cuore in tasca, di Antonio Conti, regia di Guglielmo Morandi, trasmessa il 26 settembre 1949.
- La gelosa, commedia di André Bisson, regia di Guglielmo Morandi, trasmessa il 19 giugno 1950
- La baracca dei saltimbanchi, commedia di Aleksander Blok, regia di Guglielmo Morandi trasmessa il 23 dicembre (1950)
- Il soldato e la morte, di Louis Mac Neice, regia di Guglielmo Morandi, trasmessa il 5 agosto 1951
- Gli errori di Giosuè, radiodramma di Ugo Ronfani, regia di Alberto Casella, trasmessa il 16 novembre 1951.
- Le Rozeno, di commedia di Camillo Antona Traversi, regia di Guglielmo Morandi, trasmessa il 8 agosto 1952.
- Belfagor, arcidiavoleria di Ercole Luigi Morselli, regia di Guglielmo Morandi, trasmessa il 15 agosto 1952.
- La tempesta, di William Shakespeare, regia di Guglielmo Morandi, trasmessa il 2 dicembre 1952.
- La baracca dei saltimbanchi, un atto di Aleksander Blok, regia di Guglielmo Morandi, trasmessa il 27 maggio 1953
- Le smanie per la villeggiatura, di Carlo Goldoni, trasmessa il 7 luglio 1953.
- Il ritorno dalla villeggiatura, di Carlo Goldoni, regia di Guglielmo Morandi, trasmessa il 8 settembre 1953
- Il mondo della noia, commedia di Édouard Pailleron, regia di Guglielmo Morandi, trasmessa il 3 agosto 1954.
- Il pastor fido, di Giovan Battista Farina, regia di Guglielmo Morandi, trasmessa il 20 agosto 1954.
- I nostri sogni, di Ugo Betti, regia di Guglielmo Morandi, trasmessa il 8 dicembre 1954.
- Le avventure della villeggiatura di Carlo Goldoni, regia di Guglielmo Morandi, trasmessa il 7 ottobre 1953.
- Sogno di una notte di mezza estate, di Shakespeare, regia di Guglielmo Morandi (1955)
- L'opera del mendicante, di John Gay, regia di Nino Meloni (1956)
- Il soldato e la morte, di Louis Mac Neice, regia di Guglielmo Morandi, trasmessa il 13 luglio 1956
- Il ritorno dalla villeggiatura, di Carlo Goldoni, regia di Guglielmo Morandi (1957)
- Stelle alpine, di Eligio Possenti, regia di Guglielmo Morandi, trasmessa il 29 dicembre 1958.
- L'opera dei mendicanti, di John Gay, musiche di Benjamin Britten, regia di Nino Meloni, trasmessa 20 maggio 1958

## Prosa televisiva Rai
- Le vie dell'inferno, radiocommedia di Alberto Perrini, regia di Guglielmo Morandi, trasmessa il 7 aprile 1951.
- Delitto quasi dal vero, regia di Lucio Chiarelli, trasmessa il 21 ottobre 1959.
- L'uomo della luce, regia di Lucio Chiavarelli, trasmessa l'8 settembre 1959.
- Lo schiavo impazzito, di Guglielmo Giannini, regia di Mario Lanfranchi, trasmessa l'11 novembre 1960.
- La lepre finta, originale televisivo di Giuseppe Feroni, regia di Leonardo Cortese, trasmesso il 12 giugno 1964
- Avventure di fine estate, regia di Guglielmo Morandi, trasmessa il 7 ottobre 1964.
- Papà investigatore, racconto sceneggiato di Adriana Parrella, regia di Alda Grimaldi 1965

## Varietà radiofonici Rai
- Scampoli, varietà musicale con l'orchestra di Ray Anthony, con Nino Taranto e Adriana Parrella, regia di Nino Meloni (1955)
- Ingresso libero, rassegna di sketch, di Achille Campanile, Italo Terzoli, Carlo Manzoni e Umberto Simonetta, con A.Parrella, Roberto Villa, trasmessa nell'agosto/settembre 1960.

## Regie radiofoniche Rai
- Arrivano i nostri, regia di Adriana Parrella, trasmessa nella primavera/estate del 1967.
- Cinque rose per Milva, programma con testi di Mario Bernardini, regia di Adriana Parrella 1970.
- Buongiorno, come sta?ì, programma musicale presentato da Lucia Poli, regia di Adriana Parrella 1973.
- Un disco per l'estate, presenta Giancarlo Guardabassi regia di Adriana Parrella 1973.
- Festival di Sanremo 1973, regia radiofonica di Adriana Parrella, (1973)
- La staffetta, ovvero Uno sketch tira l'altro, regia di Adriana Parrella, trasmessa nel 1975.
- Noi duri, programma di Leo Chiosso e Felice Andreasi, regia di Adriana Parrella, 1975.
- Buongiorno, come sta?, programma musicale con Renzo Nissim regia Adriana Parrella, 1975.

## Doppiaggio
- Marisa Merlini in Pane, amore e fantasia, Ergastolo
- Gina Lollobrigida in Fanfan la Tulipe, Vita da cani
- Silvana Pampanini in Il richiamo nella tempesta
- Madge Evans in Pranzo alle otto (ridoppiaggio)
- Maria Grazia Francia in Non c'è pace tra gli ulivi
- Jayne Meadows in Il canto dell'uomo ombra
- Cosetta Greco in Viale della speranza
- Rosalie Crutchley in Quo vadis
- Pinuccia Nava in Mio figlio professore
- Priscilla Lane in Sabotatori
- Claire Trevor in Il primo ribelle
- Lauretta Masiero in Pensione Edelweiss
- Barbara Hale in Il ragazzo dai capelli verdi
- Sylvia Sidney in Strada sbarrata
- Nicole Besnard in La bellezza del diavolo'
- Fay Helm in L'uomo lupo
- Walt Disney in Bongo e i tre avventurieri (primo doppiaggio)